# NetSuite
NetSuite Inc. es una empresa estadounidense de computación en la nube fundada en 1998 con sede en Redwood Shores, California que proporciona software y servicios para gestionar las finanzas, operaciones y relaciones con los clientes. Su software y servicios están adaptados para pequeñas y medianas empresas con módulos para ERP, CRM, PSA y e-commerce. Oracle Corporation ha adquirido NetSuite por aproximadamente 9.300 millones de dólares EE.UU. en noviembre de 2016.

## Historia

NetSuite fue fundada en 1998 por Evan Goldberg bajo el nombre original NetLedger, que ofrecía software de contabilidad alojado en la web.
Oracle licenció el software bajo el banner de Oracle Small Business Suite durante un breve periodo de tiempo[¿cuántos?] antes de la cancelación.
NetSuite es ampliamente vista como la primera compañía de software de computación en la nube, con la fundación de la compañía en 1999 antes de la de Salesforce.com por alrededor de un mes. Goldberg fue el presidente y director de tecnología hasta la adquisición de Oracle.
En julio de 2002, Zach Nelson fue nombrado CEO. Antes de unirse a NetSuite, Nelson dirigió un proveedor temprano de aplicaciones empresariales a través de Internet llamado MyCIO.com, una división de McAfee Corp. Esta experiencia lo llevó a la creencia de que todo el software se entregaría a través de Internet, y dejó McAfee para unirse Netsuite. Lideró la compañía de alrededor de $1 millón en ingresos a una tasa de ejecución de miles de millones de dólares antes de su adquisición por Oracle Corp. El 4 de enero de 2007, NetSuite nombró a Moneyball General Manager Billy Beane de Oakland A's de las Grandes Ligas de Béisbol a su junta directiva. Evan Goldberg citó la capacidad de Beane para combinar los hechos con el instinto como un factor importante en la decisión de involucrarse en la compañía. 
NetSuite se convirtió en una empresa que cotiza en bolsa después de su oferta pública inicial (OPI) de 6,2 millones de acciones en la Bolsa de Nueva York en diciembre de 2007. 
Una cuarta parte de los empleados tienen su sede en su oficina filipina. NetSuite tiene oficinas adicionales en Denver, Las Vegas, Austin, Chicago, Atlanta, Nueva York, Boston, Toronto, Reino Unido, España, República Checa, Hong Kong, Singapur, Australia y Uruguay.

## Productos y servicios
NetSuite ofrece cuatro soluciones de software principales y servicios opcionales de implementación y soporte:
- Planificación de recursos empresariales (ERP)
- NetSuite OneWorld
- Gestión de relaciones con el cliente (CRM)
- Comercio electrónico
- Automatización de servicios profesionales (PSA)
- Gestión de capital humano (HCM)
- Servicios de Netsuite